# أنيتا أنطوانيت
أنيتا أنطوانيت (بالإنجليزية: Anita Antoinette)‏ هي مغنية أمريكية، ولدت في 4 أغسطس 1989 في كينغستون في جامايكا.

## وصلات خارجية
- أنيتا أنطوانيت على موقع ميوزك برينز (الإنجليزية)